# Космос (изкуствен спътник)
Вижте пояснителната страница за други значения на Космос.
 Тази статия е за Вселената.  За други значения на Космос вижте Космос (пояснение).
„Космос“ (на руски: Космос) е серия съветски и руски изкуствени спътници на Земята с различно предназначение.

## История
Първият старт се осъществява на 16 март 1962 г. От 1962 до 2007 г. е осъществено изстрелването на повече от 2400 спътника. Системите за управление на повече от 150 спътника от тази серия са създадени в НПО „Електроприбор“, Харков. Някои спътници са изстрелвани едновременно. Изпълняват военни, научни и медицински изследвания. Изстрелвани са както от Байконур, така и от Плесецк. До края на 1980-те години са изстрелвани също и от космодрума Капустин Яр. Планират се изстрелвания от космодрума Свободни, Амурска област.
Понякога името „Космос“ се присвоява на апарати, които в други случаи имат собствени имена: напр. при изпитания на кораби „Союз“ в безпилотен вариант, а така също и автоматични междупланетни станции, на които отказвал ускоряващия блок, вследствие на което оставали на ниска орбита.

## Научна програма
Научната програма предвижда изучаване на концентрацията на заредените частици, корпускулярните потоци, разпространението на радиовълните, радиационния пояс на Земята, космическите лъчи, магнитното поле на Земята, излъчването на Слънцето, метеорното вещество, облачните системи в атмосферата на Земята. Спътниците от серията „Космос“ помагат за решението на техническите проблеми, свързани с космическите полети (скачване в орбита, навлизане на космически летателни апарати в атмосферата, въздействието на факторите на космическото пространство, въпросите на ориентацията, жизнеобезпечаването, защитата от излъчвания), а също така и усъвършенстване елементите на конструкцията и бордовите системи на космическите апарати.

## Военна програма
За да се скрие предназначението на военните съветски (руски) разузнавателни космически апарати „Зенит“, изстрелвани между 1961 и 1994 г., им се дават поредни имена „Космос“.
За 33-годишен период са изстреляни повече от 500 бр. „Зенит“, което нарежда серията сред най-многобройните типове спътници от подобен клас в историята на космическите полети.

## Дати на изстрелвания
Заради своята дължина списъка е разделен на няколко части: по 250 броя във всяка.